# Russi Taylor
Russi Taylor, född 4 maj 1944 i Cambridge, Massachusetts, död 26 juli 2019 i Glendale, Kalifornien, var en amerikansk skådespelare.
Taylor var mest känd som rösten till Disney-figuren Mimmi Pigg samt för Knattarna, men även från TV-serien Simpsons, där hon bland annat gjorde rösterna till Martin Prince, Wendell Borton, Sherri & Terri och Üter.
Hon var gift med röstskådespelaren Wayne Allwine från 1991 till hans död 2009. Allwine och Taylor gjorde rösterna till Musse Pigg och Mimmi Pigg under flera års tid.
Hon avled i tarmcancer i sitt hem i Glendale den 26 juli 2019.

## Filmografi (urval)
- 1986 - My Little Pony (röster i TV-serie)
- 1987-1990 - Ducktales (röster i TV-serie)
- 1988 – Vem satte dit Roger Rabbit (röst)
- 1990 – Bernard och Bianca i Australien (röst)
- 1990 – Cartoon All-Stars to the Rescue (röster)
- 1990 – Farbror Joakim och Knattarna i jakten på den försvunna lampan (röster)
- 1990-2019 - Simpsons (röster i TV-serie)
- 1990 – Widget (TV-serie) (röst)
- 1995 – Babe – den modiga lilla grisen (röst)
- 1998 – Babe – en gris kommer till stan (röst)
- 1999 – Fantasia 2000 (röst)
- 1999 – Musses verkstad (TV-serie) (röst)
- 2001 – Hos Musse (TV-serie) (röst)
- 2006 – Musses klubbhus (TV-serie) (röst)
- 2007 – Askungen 3 - Det magiska trollspöet (röst)
- 2007 – The Simpsons: Filmen (röst)